# Cuestión de sexo
Cuestión de sexo est une série télévisée produite par Notro Films et diffusée sur la chaîne espagnole Cuatro pendant trois saisons, du 25 septembre 2007 au 23 avril 2009.

## Production
Le producteur exécutif est César Rodríguez, qui a déjà travaillé à ce titre sur les séries Más que amigos, Policías, en el corazón de la calle, Motivos personales et Compañeros.

### Scénario
Les créateurs venaient de travailler sur Aquí no hay quien viva, La familia Mata et Tirando a dar, une série qui dresse le portrait de trentenaires espagnols, avec une nouvelle approche, c'est ce qui a attiré Cuatro, parce qu'elle était audacieuse et parce qu'elle présentait la femme comme une personne active au lit, ce qui n'est pas utilisé si souvent dans d'autres séries espagnoles, où elles ont tendance à avoir un rôle plus passif. David Fernández, l'un des créateurs, a avoué la difficulté d'amener une série à Cuatro, car il s'agit d'une chaîne regardée par un public entre 20 et 40 ans, et qu'ils savaient que le projet ne plairait pas à beaucoup de gens.

### Casting
Guillermo Toledo n'a pas eu à faire de casting, puisqu'on lui a donné directement le scénario à lire, il a accepté mais s'est engagé pour une seule saison, malgré cela il a décidé de participer à toutes les saisons de la série. Ana Fernández n'avait pas encore travaillé à la télévision. Elle s'est présentée au casting et a été choisie parmi 100 candidats.

### Tournage
L'un des points forts est l'engagement important en faveur des extérieurs, qui auront une présence importante dans chaque épisode. 900 mètres de décors ont été construits sur un plateau de 1 500 mètres, ce qui permet d'obtenir un résultat plus réaliste et crédible. En outre, la capacité d'élaboration de la mise en scène est plus importante, puisque chaque épisode de 50 minutes sera tourné en 7 ou 8 jours. Le tournage de la première saison a commencé le 15 août 2007, celui de la deuxième le 13 février 2008 et celui de la troisième le 26 novembre 2008,,

## Synopsis
Cuestión de sexo est une comédie sur les relations au début du XXIe siècle, basée sur l'histoire de trois couples d'amis : Diego et Alba, mariés depuis plusieurs années et parents de Sofía ; Elena et Gabi et Verónica et Óscar, qui dans la troisième saison sont remplacés par Paloma et Mario.

## Personnages

### Protagonistes
- Diego (joué par Guillermo Toledo) est un professeur d'auto-école, marié à Alba (saisons 1, 2 et 3).
- Alba (jouée par Pilar Castro) est une secrétaire de direction, mariée à Diego (saisons 1, 2 et 3).
- Elena (jouée par Carmen Ruiz), est la petite amie de Gabi. Elle travaille comme vendeuse dans un grand magasin (saisons 1, 2 et 3).
- Gabi (joué par Xulio Abonjo), est le petit ami d'Elena (saisons 1, 2 et 3).
- Sofía (jouée par Ana Fernández), est la fille adolescente de Diego et Alba (saisons 1, 2 et 3).
- Oscar (joué par Alfonso Lara), est le mari de Veronica. Responsable des ventes dans une société d'importation (saisons 1 et 2).
- Verónica (jouée par Valeria Alonso), est mariée à Óscar. Son vrai nom est Paula (saisons 1 et 2).
- Bernardo (joué par Diego Peretti), un psychiatre argentin, est le nouveau partenaire d'Alba (saison 2).
- Alicia (jouée par Sabrina Garciarena), la fille de Bernardo (Saisons 2).
- Mario (joué par Alejandro Tous), le gynécologue d'Elena (saison 3).
- Toni (joué par Adrià Collado), est le frère de Diego (saison 3).
- Paloma (jouée par Mariam Hernández), est la sœur d'Elena (saison 3).

### Rôles secondaires
- Gonzalo (joué par Gorka Otxoa) est l'éternel élève de l'auto-école de Diego (saisons 1, 2 et 3).
- Marga (jouée par Laura Pamplona) est la nouvelle partenaire de Diego (saison 1).
- Jorge (joué par Santi Millán) est l'amant d'Alba (saison 1).
- Carmen (jouée par Ángela Cremonte) est la propriétaire du bar (saison 1).
- Yago (joué par Asier Etxeandía) est l'ex-mari de Verónica (saison 2).
- Wasa (interprétée par Chema Rodríguez) amie de Gabi (saisons 1 et 2).
- Charly (joué par Javier Pereira) est un ami-petit ami de Sofía (saisons 1 et 2).
- Gloria (jouée par Ana Rayo) est une infirmière à l'hôpital où travaille Mario (saison 3).
- Sandra (jouée par Sandra Collantes) est la sœur de Carmen, la propriétaire du bar et la logeuse de Diego (saisons 2 et 3).
- Emilio (joué par Alberto Lozano) est un ouvrier viticole (Saison 3).
- Daniella (jouée par Paula Cancio) est la petite amie de Sofía (saisons 3).

## Épisodes et audiences
La série se compose de 35 épisodes - plus trois spéciaux - diffusés sur trois saisons.
| Saison | Épisodes | Début             | Fin              | Audience moyenne | Audience moyenne |
| Saison | Épisodes | Début             | Fin              | Spectateurs      | Quota            |
| ------ | -------- | ----------------- | ---------------- | ---------------- | ---------------- |
| 1      | 12       | 25 septembre 2007 | 18 décembre 2007 | 1 627 000        | 10,3%            |
| 2      | 13       | 3 avril 2008      | 20 juillet 2008  | 1 155 000        | 7,5%             |
| 3      | 10       | 18 février 2009   | 23 avril 2009    | 1 161 000        | 7,4%             |
| Total  | 35       | 25 septembre 2007 | 23 avril 2009    | 1 314 000        | 8,4%             |

### Première saison
La première saison a débuté le 25 septembre 2007. Elle est composée de douze épisodes - plus un épisode spécial de synthèse - diffusés chaque mardi en prime time jusqu'au 18 décembre 2007. Elle a rassemblé 1,6 million de téléspectateurs et a obtenu une part de 10,3 %, ce qui est supérieur à la moyenne de la chaîne.

### Deuxième saison
La deuxième saison a débuté le 3 avril 2008. Elle compte 13 épisodes, auxquels s'ajoutent 2 épisodes spéciaux.

### Troisième saison
La troisième saison a débuté le 18 février 2009. 10 épisodes ont été diffusés, suivis par 1 219 000 téléspectateurs (en moyenne). Avec une part de 7,4%, inférieure à la moyenne de la chaîne, la série n'a pas éré renouvelée pour une quatrième saison et ses derniers épisodes ont été déplacés du prime time au late-night show.

## Prix
| Année | Prix | Résultat |
| ----- | --- | -------- |
| 2008  | Golden Chameleon Award de la meilleure série au 9e Festival du cinéma et de la télévision d'Islantilla                                       | Lauréat  |
| 2008  | Prix Ciudad de Benalmádena de la meilleure série télévisée au Festival international du court métrage et du cinéma alternatif de Benalmádena | Lauréat  |

## Produits et dérivés

### Bande sonore
Après la fin de la première saison, Cuatro a sorti un CD contenant certaines des chansons les plus populaires de la série, dont la chanson thème des première et deuxième saisons, Young Folks de Peter Bjorn and John,.
| Interprète                | Chanson                    |
| ------------------------- | -------------------------- |
| Peter, Bjorn & John       | Young Folks                |
| Scouting For Girls        | She’s So Lovely            |
| The Hoosiers              | Goodbye Mr. A              |
| Newton Faulkner           | Dream Catch Me             |
| The Sunday Drivers        | She                        |
| Deluxe                    | If Things Were To Go Wrong |
| Emma Get Wild             | What Is It I Want?         |
| The Shakers               | 111                        |
| Melusa                    | I Miss That Boy            |
| The Sunday Drivers        | Do It                      |
| Inq                       | Angst Under The Red Light  |
| Poet In Process           | The Other Side             |
| Jupiter Apple             | Menina Super Brasil        |
| Sidecars                  | El Jugador                 |
| Sixty-Nine Million Inches | Summertime                 |
| Speedmarket Avenue        | Way Better Now             |
| aThe School               | Let It Slip                |
| The Frank And Walters     | Fight                      |
| The Sunday Drivers        | On my mind                 |

Dans la troisième saison, le générique est devenu I enjoy the forbidden de Sex Museum.

### DVD
En même temps que le début de la deuxième saison, Cuatro et Manga Films ont sorti un DVD contenant les 12 épisodes de la première saison et plusieurs suppléments. En juin 2009, la deuxième saison et un pack spécial comprenant les deux premières saisons sont sortis.

### Wanted II: Cuestión de sexo
Le 21 août 2008, la version théâtrale de la série, intitulée Wanted II : Cuestión de sexo et mettant en vedette trois acteurs de la série : Willy Toledo, Carmen Ruiz et Gorka Otxoa, a été présentée en première à Bilbao.

### Livre
En même temps que la première de la troisième saison, Cuatro et la maison d'édition Aguilar ont lancé un livre sur le programme écrit par l'écrivain Antonio Jiménez Morato en collaboration avec les créateurs de la série. Le livre contient plusieurs histoires sur les paradoxes des relations, racontées par les différents protagonistes de la série.

## Diffusions dans d'autres médias

### Téléphone portable
La série a été diffusée sur la plateforme Digital+ Móvil avec d'autres produits de la chaîne. Les épisodes étaient disponibles sur cette plateforme un jour après leur première sur Cuatro.

### À l'étranger
Les droits de diffusion de la série ont été acquis par la chaîne mexicaine MVS Comunicaciones, qui a acheté les trois saisons complètes sur la chaîne 52MX, en plus d'être diffusée aux États-Unis et dans différents pays d'Amérique latine.
- Cuesión de sexo, Mexique
  - La comédie Cuestión de sexo, produite par Notro (La familia Mata) et mettant en vedette Guillermo Toledo et Pilar Castro dans les rôles principaux, a été acquise par la chaîne mexicaine MVS Televisión et différentes chaînes de télévision dans les pays d'Amérique latine.